# Тупасигуара
Тупасигуара (порт. Tupaciguara) — муниципалитет в Бразилии, входит в штат Минас-Жерайс. Составная часть мезорегиона Триангулу-Минейру-и-Алту-Паранаиба. Находится в составе крупной городской агломерации. Входит в экономико-статистический микрорегион Уберландия. Население составляет 23 827 человек на 2006 год. Занимает площадь 1826,028 км². Плотность населения — 13,0 чел./км².

## История
Город основан 1 июня 1912 года.

## Статистика
- Валовой внутренний продукт на 2003 год составляет 161 125 791,00 реалов (данные: Бразильский институт географии и статистики).
- Валовой внутренний продукт на душу населения на 2003 год составляет 6855,83 реалов (данные: Бразильский институт географии и статистики).
- Индекс развития человеческого потенциала на 2000 год составляет 0,780 (данные: Программа развития ООН).

## География
Климат местности: тропический.